# خوزه سوکراتس
خوزه سوکراتس (انگلیسی: José Sócrates؛ زاده ۶ سپتامبر ۱۹۵۷) یک سیاست‌مدار اهل پرتغال است. وی بین سال‌های ۲۰۰۵ تا ۲۰۱۱ نخست وزیر پرتغال بود.